# Єсаян Степан Олександрович
Степан Олександрович Єсаян (вірм. Ստեփան Ալեքսանդրի Եսայան; 21 листопада 1929, Єреван — 30 червня 2006, там же) — радянський і вірменський історик і археолог, професор (1989).

## Біографія
У 1948 році закінчив єреванську школу № 8, у 1953 році закінчив історичний факультет Єреванського державного університету. В 1953-1956 роках працював в екскурсійному бюро Єревана. В 1956-1959 роках — науковий співробітник Державного музею історії Вірменії. У 1959—1983 роках — науковий співробітник Інституту археології та етнографії Академії наук Вірменської РСР. У 1983-2000 роках — завідувач кафедри археології історичного факультету ЄДУ, а у 2001-2006 роках професором тієї ж кафедри.
В 1962 році захистив кандидатську, а в 1974 році − докторську дисертацію. У 1989 році став професором. Ще в студентські роки брав участь у розкопках Кармир блура (1949—1967), Двіна (1950—1959), Лчашена (1956—1959), згодом очолював археологічні експедиції в Тавуш (1960—1971), Айгеван (1971—1987), Ошакан (1984).
Помер 30 червня 2006 року в Єревані.

## Праці
- Скифские памятники Закавказья / С. А. Есаян, М. Н. Погребова, 152 с. ил. 20 см, М. Наука 1985
- Степан Есаян. Скульптура Древней Армении. отв. ред. Пиотровский Б. Б.. — Институт археологии и этнографии Академии наук Армянской ССР. — Ереван: Издательство Академии наук Армянской ССР, 1980. — 76 с., 65 с. илл. с. — 1000 экз.
- Кармир блур / С. А. Есаян, 80 с. 6 л. ил. 20 см, Ереван Айастан 1982
- Историко-архитектурные памятники Дилижана / С. А. Есаян, Х. М. Ватинян ; О-во охраны памятников истории и культуры АрмССР, 65,[4] с., [28] л. ил. 22 см, Ереван Айастан 1988
- Искусство гравировки древней Армении по изображениям на бронзовых поясах II—I тыс. до н. э. : [Доклад]. II Междунар. симпоз. по арм. искусству, 9 с. 20 см, Ереван Изд-во АН АрмССР 1978
- Есаян С. А. Доспехи Древней Армении. ред. изд. Арешидзе Т. М., худ. Африкян Ф. Г., худ. ред. Товмасян Н. А., тех. ред. Алврцян А. С., контр. ред. Абрамян А. А.. — Кафедра археологии и этнографии ЕГУ. — Ереван: Издательство Ереванского университета, 1986. — 88 с. — 1000 экз.
- Есаян С. А. Древняя культура племён Северо-восточной Армении (III—I тыс. до н.э.) отв. ред. Пиотровский Б. Б.. — Институт археологии и этнографии Академии наук Армянской ССР. — Ереван: Издательство Академии наук Армянской ССР, 1976. — 269 с. — 1000 экз.